# エドゥアルド・アントゥネス・コインブラ
エドゥ (Edu) こと、エドゥアルド・アントゥネス・コインブラ（Eduardo Antunes Coimbra, 1947年2月5日 - ）は、ブラジル出身のサッカー選手、指導者。
同国出身の伝説的選手、ジーコの実兄。

## 経歴・人物
下部組織からアメリカFC (リオデジャネイロ州)に所属し、プロ在籍8年（1966-1974）で395試合267ゴールを決めた。同クラブでは伝説的存在でもある。
選手としては得点力の高い攻撃的MFとしてプレー、1969年度のトルネイオ・ロベルト・ゴメス・ペドローザ得点王を獲得、同年には南米最優秀選手賞を受賞した。1967年にブラジル代表に選出されたが、ペレやロベルト・リベリーノという名手が居たことにより、最終選考で1970年のワールドカップメンバーから外れた。1974年のワールドカップは大会直前の負傷で大会出場を逃した。フラメンゴでは僅かな期間であったが、ジーコともプレーした。1981年に現役を引退した。
監督としては1983-84年にかけてブラジル代表監督を務めた。1986年メキシコW杯でイラクを初の本大会出場に導いた。1989年には監督として三浦知良を中心選手の一人として起用しコリチーバFCをパラナ州選手権優勝に導いた。
日本でも鹿島アントラーズの監督を務めるなどの他。、ジーコが率いた日本代表のアシスタントを務めた。また後に世界最高の右サイドバックと呼ばれることになるジョルジーニョの才能を見い出し、トップチームにスカウトして開花させるなど、若い選手の才能を見いだす能力に優れていた。
兄弟は6人で、長女以外は全員サッカー選手（末っ子がジーコ）。"サッカーダンス"と呼ばれる、ダンスをしながら柔軟な体やリズム感覚・ボール感覚・ステップワークなどを養う基礎トレーニング方法の考案者である。

## 指導歴
- アメリカFC (リオデジャネイロ州) 1982
- ブラジル代表 1983-1984
- CRヴァスコ・ダ・ガマ 1984-1985
- イラク代表 1986
- ジョインヴィレEC 1987
- クリシューマEC 1987
- バルセロナSC 1988
- コリチーバFC 1989
- ボタフォゴFR 1990
- ティブロネス・ロホス・デ・ベラクルス 1991
- スポルト・ボーイズ 1992
- クルーベ・ド・レモ 1992
- フルミネンセFC 1993
- 鹿島アントラーズ 1994-1995
- 鹿島アントラーズサッカースクール 1996-1997
- JSCC相模原校 1998-1999
- CFE三重 2000-2002
- 日本代表 テクニカルアドバイザー 2003-2006
- フェネルバフチェSK アシスタントコーチ 2006-2007
- PFC CSKAモスクワ アシスタントコーチ 2009
- オリンピアコスFC アシスタントコーチ 2009-2010
- イラク代表 アシスタントコーチ 2011-2012

※ 特筆なき限り、役職は監督

## 代表歴

### 試合数
- 国際Aマッチ 試合 得点（1967年）[6]

| ブラジル代表 | 国際Aマッチ | 国際Aマッチ |
| 年           | 出場        | 得点        |
| ------------ | ----------- | ----------- |
| 1967         | 2           | 0           |
| 通算         | 2           | 0           |

## タイトル

### 選手時代
アメリカFC
- タッサ・グアナバラ:1回（1974）

CRヴァスコ・ダ・ガマ
- カンピオナート・バイアーノ:回（1975）

ブラジル代表
- コパ・リオブランコ:1回（1967）

個人
- トルネイオ・ロベルト・ゴメス・ペドロサ得点王:1回（1969）

### 指導者時代
アメリカFC
- タッサ・リオ:1回（1982）
- トルネイオ・ドス・カンピオンイス:1回（1982）

コリチーバFC
- カンピオナート・パラナエンセ:1回（1989）

ボタフォゴFR
- カンピオナート・カリオカ:1回（1990）